# Peter Milliken
Peter Andrew Stewart Milliken (ur. 12 listopada 1946 w Kingston w prowincji Ontario) – kanadyjski polityk, działacz Liberalnej Partii Kanady.
W latach 1988–2011 reprezentował okręg wyborczy Kingston and the Islands w Izbie Gmin. Od 1997 do 2001 zajmował tam stanowiska zastępcy spikera i przewodniczącego Komisji Całej Izby. Natomiast w latach 2001–2011 pełnił funkcję Spikera.